# Mudshovel
«Mudshovel» es una canción de la banda estadounidense de nu metal Staind. Fue lanzado en 26 de octubre de 1999 como el segundo sencillo de su segundo álbum de estudio Dysfunction (1999). La canción alcanzó el puesto número 14 en las listas de rock moderno de Estados Unidos y el número 10 en las listas de Mainstream Rock Tracks. Originalmente apareció en una versión más pesada como "Mudshovel" en su álbum debut Tormented.

## Composición
Musicalmente, ambas versiones de "Mudshovel" se basan en una distintiva línea de bajo de tres notas que cambia a un bajo retumbante acompañado por una guitarra que toca rápidamente armónicos naturales ascendentes y descendentes en la cuerda A que pulsan con el ritmo. Abre la canción y está precedida por voces tensas antes de intensificarse durante el estribillo. La versión regrabada está más pulida que la que apareció en Tormented, eliminando los gritos, el doble bombo y la guitarra resoplando para adaptarse al formato de radio de rock moderno donde tuvo éxito.

## Video musical
Se filmó un video musical para el sencillo. En su mayor parte, se ve a la banda tocando en un estadio cerrado sobre un escenario elevado de vidrio sobre un mosh pit y al líder Aaron Lewis agarrando una puerta suelta. Entremezclado con esto, hay una historia que involucra a un hombre que es engañado por su esposa/novia, solo para que ella también sea engañada al final.

## Posicionamiento en lista
| Lista (1999–2000)                                     | Posición |
| ----------------------------------------------------- | -------- |
| Estados Unidos (Billboard Hot Mainstream Rock Tracks) | 10       |
| Estados Unidos (Billboard Hot Modern Rock Tracks)     | 14       |